# ハワイ・シアター

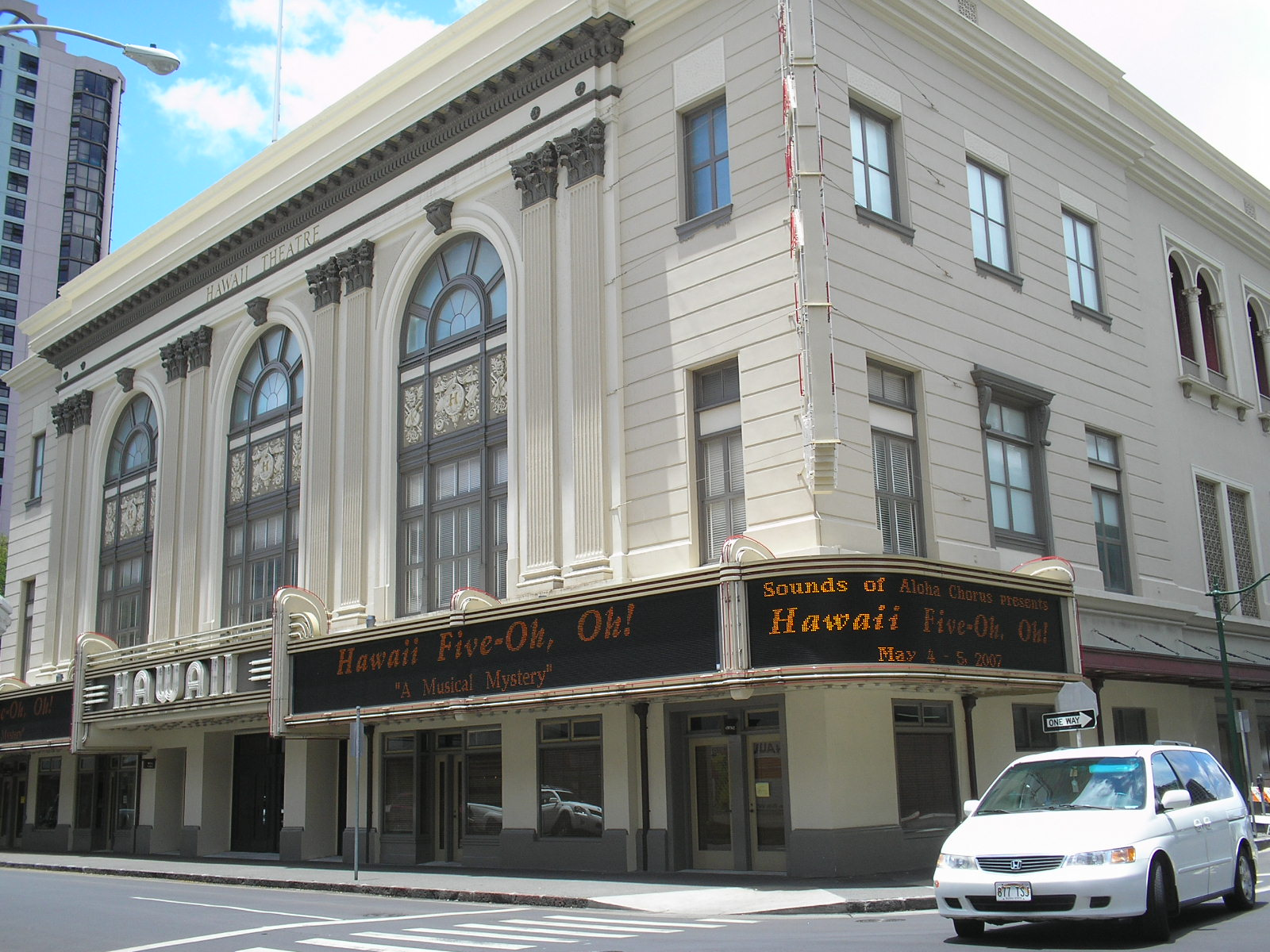
ハワイ・シアターの外見

ハワイ・シアター（英語: Hawaii Theatre）は、1934年に設立された、アメリカ合衆国ハワイ州オアフ島のダウンタウン・ホノルルにある歴史ある劇場で、アメリカ合衆国国家歴史登録財にも指定されている。

## 短史
ハワイ・シアターは、1922年に開設されて、コンソリデイテッド・アミューズメント社（Consolidated Amusement Company）が運営し、サンフランシスコのどの劇場にも引けを取らない「太平洋の至宝」ともいわれた。ホノルルの建築家が設計した新古典主義建築で、当初はヴォードヴィルとサイレント映画を上演していて、その後トーキーの発達と共に1960年代までは主に映画館として使われていた。
1960年代初頭から、人の流れがダウンタウンから移ってしまい、ハワイ・シアターの入場数は徐々に減り、1984年にはコンソリデイテッド・アミューズメント社はリース契約を行わず、閉鎖されてしまった。しかしそれを惜しむ有志が、基金集めに奔走して、1986年にはこの劇場と近くの土地も買い取ることができて、改築が始まった。
この劇場の改築はニューヨーク市のマルカム・ホルズマン建築士（Malcolm Holzman）の指導下で進められて、1996年には劇場の再開にこぎつけることができた。現在は1階に585席、2階に765席、全1,350席があり、ミュージカル、演劇、フラ、コンサートなどに利用されている。
2005〜2006年には、アメリカ合衆国国家歴史登録財として登録された。

## 参照項目
- ホノルルの文化